# اینو فروستروم

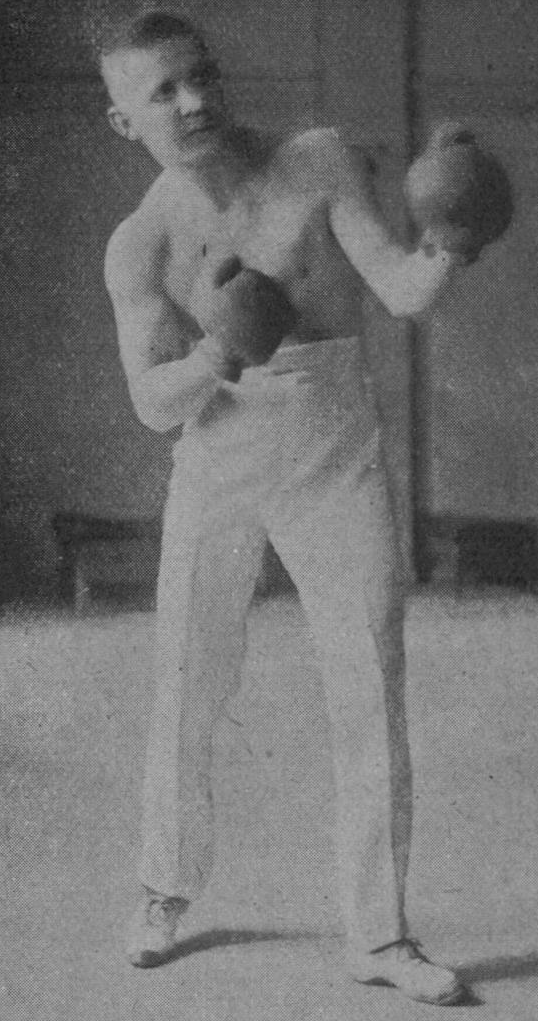
اینو فروستروم در سال ۱۹۱۱

اینو فروستروم (به انگلیسی: Eino Forsström) ژیمناست زادهٔ ۱۰ آوریل ۱۸۸۹ میلادی اهل کشور فنلاند است.